# 法尔达电台
法尔达电台（波斯語：‎，又译作“法达电台”，意译为“明日电台”），是一家接受美国官方资助、专门针对伊朗广播的电台，为自由欧洲电台/自由电台（RFE/RL）的伊朗分台，总部位于捷克布拉格。法尔达电台每天24小时通过短波、卫星及互联网，使用波斯语向伊朗播出。

## 概要
法尔达电台的前身为1998年开播的自由欧洲电台/自由电台波斯语广播，2002年12月改为现名。法尔达电台成立之后，曾长期由RFE/RL和美国之音（VOA）共同运营，从2008年7月7日起，美国广播理事会（BBG）将其完全纳入RFE/RL旗下。法尔达电台自称“极少数向伊朗人民提供未经审查消息的媒体之一”，每周7天、每天24小时通过设在德国、阿联酋和斯里兰卡的发射站向伊朗播出政治、文化和经济新闻以及体育、西方音乐和波斯音乐等节目。除无线电广播外，听众也可通过卫星及互联网收听法尔达电台的节目。另外，该台还开办了针对伊朗播出的电视节目。据BBG宣称，每周约有300万伊朗人收听法尔达电台的节目，电台网页每月浏览量达到1000万人次。
2009年7月，美国国会通过了“伊朗审查制度受害者法案”，并据此拨款3000万美元，资助RFE/RL、VOA和法尔达电台用波斯语向伊朗广播；这一年，法尔达电台的服务上线，Facebook、Twitter页面也同时开通，截至2016年4月，其Facebook页面关注人数已突破150万。
2009年6月开始，伊朗爆发大规模反政府示威，法尔达电台也与BBC、VOA等西方国家广播电视机构的波斯语频道一样，被伊朗政府干扰。然而与BBC、VOA等“英美喉舌”不同，法尔达电台开播后的一段时间，伊朗官方对其采取了容忍的态度（虽然期间也有记者被扣押或被捕）。但在2010年2月，伊朗逮捕了七名法尔达电台的工作人员，并指控其中一些人为美国间谍机构工作，并涉嫌在2009年的反政府暴力示威中煽动抗议者。法尔达电台的记者曾遭到网络黑客攻击，电台工作人员在伊朗国内的家人也不时受到审问和滋扰。